# Ernst Hoppenberg
Ernst Hoppenberg (ur. 26 lipca 1878 w Bremie, zm. 29 września 1937 w Kirn) – niemiecki pływak, uczestnik Letnich Igrzysk Olimpijskich 1900 w Paryżu.
Zawodnik zwycięskiej drużyny pływackiej na 200 m drużynowo. Indywidualnie zdobywca złotego medalu na 200 m stylem grzbietowym.
Zginął w następstwie wypadku samochodowego.